# Thermoplasmatales
Thermoplasmatales — ряд архей, єдиний у класі Thermoplasmata. Всі представники — екстремальні ацидофіли, що ростуть при pH менше 2. Один представник ряду Picrophilus — зараз найбільш ацидофільний відомий організм, що може рости при pH -0.06. Багато членів ряду також не мають клітинної стінки.